# August Gissler
August Gissler (n. 9 septembrie 1857 la Remscheid – d. 8 august 1935 la New York City) a fost aventurier german și căutător de comori.
A locuit o mare parte a vieții în Insula Cocos. 
A obținut, din partea guvernului din Costa Rica, titlul de guvernator al insulei și timp de două decenii a efectuat intense și sistematice săpături în căutarea unei presupuse comori.
În 1908, a părăsit insula fără niciun rezultat și s-a mutat în New York.